# Людина проти кіборга
«Людина проти кіборга» (англ. Heatseeker) — американський фантастичний бойовик 1995 року.

## Сюжет
2045 рік. Кібертехнології стали буденністю. Кіборги домінують скрізь, у тому числі і в професійному спорті, але тільки не в кікбоксингу. І ось у Лас-Вегасі має відбутися вирішальний бій між найкращим кікбоксером Ченс О'Браєном і найсучаснішим кіборгом Ксао — продуктом могутньої корпорації «СІАНОН», готової на все заради світового лідерства.

## У ролях
- Кіт Кук — Ченс О'Брайен
- Тіна Коте — Джо
- Норберт Вайссер — Цуй Тун
- Гері Деніелс — Ксао
- Том Метьюз — Бредфорд
- Селена Ху (в титрах: Selena Mangh) — Лю
- Тоні Мабеса — старець
- Августо Вікта — старець
- Тім Томерсон — старець
- Бертон Річардсон — Рауль Лоно
- Джахі Дж.Дж. Зурі — Таль Азіз
- Келлі Монтгомері — біолюдина
- Кріс Агілар — біолюдина
- Мері Кортні — жінка-кішка / рефері
- Чад Стагелські — майстер бойових мистецтв